# Scinax rossaferesae
Scinax rossaferesae é uma espécie de anfíbio anuros da família Hylidae. Está presente no Brasil. A UICN classificou-a como pouco preocupante.